# 福岡出入国在留管理局
福岡出入国在留管理局（ふくおかしゅつにゅうこくざいりゅうかんりきょく）は、福岡県福岡市中央区にある法務省出入国在留管理庁の地方支分部局のひとつ。福岡県など8県を管轄している。出入国管理及び難民認定法に基づき、外国人の入出国・在留・違反手続、難民認定に関する調査等の行政事務を担当する。
現在、福岡市中央区舞鶴に本局がある。
以前は福岡空港国内線旧第3ターミナルビルに入居していたが、2016年12月19日に中央区舞鶴へ移転した。

## 本局の内部組織
- 福岡出入国在留管理局長（官職・入国審査官）
  - 総務課
  - 監理官
  - 首席審査官3人（官職・入国審査官）
    - 就労・永住審査担当（就労・永住審査部門） - 窓口業務を除き西新分室（福岡市早良区）
    - 留学・研修審査担当（留学・研修審査部門） - 同上
    - 審判担当（審判部門）

  - 首席入国警備官（官職・入国警備官）
    - （警備部門）

## 管内支局・出張所
出張所のうち福岡空港出張所は首席審査官が配置され、かつ、当該出張所長を兼務することを示す。
|                |                                                           | 所在地                                                           | 業務                    | 分担区域                                                        | 分担区域                                                        |
| 在留関係諸申請 | 在留資格認定証明書交付申請                                | 所在地                                                           | 業務                    |                                                                 |                                                                 |
| -------------- | --------------------------------------------------------- | ---------------------------------------------------------------- | ----------------------- | --------------------------------------------------------------- | --------------------------------------------------------------- |
| 本局           | 本局                                                      | 福岡県福岡市中央区舞鶴3-5-25 福岡第１法務総合庁舎                |                         | 福岡県、佐賀県、長崎県、熊本県、大分県 宮崎県、鹿児島県、沖縄県 | 福岡県、佐賀県、長崎県、熊本県、大分県 宮崎県、鹿児島県、沖縄県 |
|                | 西新分室                                                  | 福岡市早良区祖原14番15号 福岡法務局西新出張所庁舎5階             | 在留審査一般            | -                                                               | -                                                               |
| 北九州出張所   | 北九州出張所                                              | 福岡県北九州市小倉北区城内5-1 小倉合同庁舎                       | 在留審査一般 空海港業務 | 福岡県、大分県                                                  | 福岡県、大分県                                                  |
| 博多港出張所   | 博多港出張所                                              | 福岡県福岡市博多区沖浜町8-1 福岡港湾合同庁舎                     | 海港業務                | -                                                               | -                                                               |
| 福岡空港出張所 | 福岡空港出張所                                            | 福岡県福岡市博多区大字青木739 福岡空港国際線ターミナルビル       | 空港業務                | -                                                               | -                                                               |
| 佐賀出張所     | 佐賀出張所                                                | 佐賀県佐賀市駅前中央3-3-20 佐賀第2合同庁舎6階                    | 在留審査一般 空海港業務 | 佐賀県、福岡県、長崎県                                          | 佐賀県、福岡県、長崎県                                          |
| 長崎出張所     | 長崎出張所                                                | 長崎県長崎市松が枝町7-29 長崎港湾合同庁舎                        | 在留審査一般 空海港業務 | 長崎県、佐賀県                                                  | 長崎県、佐賀県                                                  |
| 対馬出張所     | 対馬出張所                                                | 長崎県対馬市厳原町東里341-42 厳原地方合同庁舎4階                 | 在留審査一般 空海港業務 | 長崎県                                                          | 長崎県                                                          |
| 熊本出張所     | 熊本出張所                                                | 熊本県熊本市中央区大江3-1-53 熊本第二合同庁舎                    | 在留審査一般 空海港業務 | 熊本県、福岡県、大分県、宮崎県                                  | 熊本県、福岡県、大分県、宮崎県                                  |
| 大分出張所     | 大分出張所                                                | 大分県大分市荷揚町7-5 大分法務総合庁舎1階                        | 在留審査一般 空海港業務 | 大分県、熊本県、宮崎県                                          | 大分県、熊本県、宮崎県                                          |
| 宮崎出張所     | 宮崎出張所                                                | 宮崎県宮崎市別府町1番1号 宮崎法務総合庁舎2階                     | 在留審査一般 空海港業務 | 宮崎県、熊本県                                                  | 宮崎県、熊本県                                                  |
| 鹿児島出張所   | 鹿児島出張所                                              | 鹿児島県鹿児島市浜町2番5-1号 鹿児島港湾合同庁舎3階               | 在留審査一般 空海港業務 | 鹿児島県、熊本県、宮崎県                                        | 鹿児島県、熊本県、宮崎県                                        |
|                | 名瀬審査室                                                | 鹿児島県奄美市名瀬長浜町1-1 名瀬地方合同庁舎4階                  | -                       | -                                                               | -                                                               |
| 那覇支局       | 那覇支局                                                  | 沖縄県那覇市樋川1-15-15 那覇第一地方合同庁舎                     | -                       | 沖縄県                                                          | 沖縄県                                                          |
|                | 那覇空港出張所                                            | 沖縄県那覇市字鏡水150番地 那覇空港旅客ターミナルビル国際線エリア | 空港業務                | -                                                               | -                                                               |
| 宮古島出張所   | 沖縄県宮古島市平良字下里108-11 平良港ターミナルビル4F 410 | 在留審査一般 空海港業務                                          | 沖縄県宮古島市、宮古郡  | 沖縄県宮古島市、宮古郡                                          |                                                                 |
| 石垣港出張所   | 沖縄県石垣市浜崎町1-1-8 石垣港湾合同庁舎                  | 在留審査一般 空海港業務                                          | 沖縄県石垣市、八重山郡  | 沖縄県石垣市、八重山郡                                          |                                                                 |
| 嘉手納出張所   | 沖縄県中頭郡嘉手納町字嘉手納290-9 ロータリー1号館         | 在留審査一般 空海港業務                                          | 沖縄県                  | 沖縄県                                                          |                                                                 |